# میشائل وایس
میشائل وایس (آلمانی: Michael Weiss؛ زادهٔ ۱۷ ژانویهٔ ۱۹۸۱) ورزشکار ورزش سه‌گانه اهل اتریش است.
وی در مسابقات کشوری و بین‌المللی در مجموع برندهٔ ۱ مدال طلا، ۱ مدال نقره، ۲ مدال برنز شده‌است.